# Death Race 3: Inferno
Death Race 3: Inferno (titulada: Carrera mortal 3: Infierno en España y Death Race: Infierno en Hispanoamérica) es una película estadounidense de 2012 dirigida por Roel Reiné, producida por Paul W. S. Anderson y  protagonizada por Luke Goss, Tanit Phoenix, Danny Trejo y Ving Rhames. Es la tercera entrega de la saga y la secuela de Death Race 2, sin embargo, cronológicamente los hechos ocurren antes de la primera entrega, lanzada en 2008 y protagonizada por Jason Statham, Tyrese Gibson y Natalie Martinez.

## Argumento
Después que el prisionero Carl Lucas (Luke Goss) sufriera un accidente en el que su auto se enciende en llamas, lo cual produce que su rostro fuera quemado (quemaduras de 2.º grado) y reapareciera como el misterioso corredor enmascarado llamado "Frankenstein", Weyland Internacional, la empresa del millonario Weyland (Ving Rhames), que financiaba 'La Carrera de la Muerte' fue tomada por el despiadado millonario británico Niles York (Dougray Scott), con el propósito de llevar 'La Carrera de la Muerte' aún más lejos, al desierto de Kalahari, en donde "Frankenstein" puede obtener su libertad sí gana la carrera junto a su equipo: Goldberg (Danny Trejo), Lists (Fred Koehler) y Katrina (Tanit Phoenix). Pero York amenaza a Luke con la muerte si llegan a ganar.
A la carrera son enviados también 14K (Robin Shou) y su equipo.
La primera carrera, es decir, el día uno es ganado por Razor (Bart Fouche), luego Razor va en busca de 'Frankenstein' para apuñalarlo con un cuchillo que lleva entre sus manos, por lo que Goldberg lo golpea y comienza una pelea en donde Razor le hace un corte en su brazo a Goldberg. Luego de ser curado, conoce a su novia, la enfermera, que luego los ayudará.
El día dos es ganado por 'Frank'. En esta carrera Goldberg muere, luego Luke es visitado por Niles York para recordarle que no debe ganar la tercera carrera. Más tarde Psycho le pregunta a Carl si es el verdadero 'Frankenstein', ya que cualquiera con la máscara podría serlo.
El día número tres comienza con Lists en reemplazo de Goldberg. A mitad de la carrera 'Frank' le dispara a los mercenarios de Kalahari, los que comienzan a seguir y disparar a los corredores. Cuando Carl Lucas va cabeza a cabeza junto con 14K, Carl pisa el freno y se deja perder, mientras Niles York celebra la derrota de Carl. Este se dirige hacía York con la intención de asesinarlo mientras Carl le dice a Katrina: "Te veo del otro lado", haciendo alusión a que ambos se suicidarían en el choque contra York, pero no es así, luego en otra escena se logra observar a Carl, Katrina, Goldberg y su novia. Y en la escena siguiente se ve cómo escaparon de Kalahari, Sudáfrica. En la escena se ve a Carl y Katrina siendo expulsados del coche que pronto se estrellaría causando una explosión, Goldberg que supuestamente habría sido asesinado, estaba sobre una camilla en donde estaba su cuerpo "sin vida", se levanta cuando le dan la señal y espera a Carl y Katrina antes de huir. El mismo método usan Katrina y 'Frank' y se encuentran con Lists, Goldberg y su novia. Lists que decide quedarse en prisión porqué se dio cuenta de su excelente trabajo en el equipo de 'Frankenstein' y dijo que él no encajaba en algún otro lugar que no sea prisión. 
Luego se aprecia que todo el "escape", fue desde un principio plan de Weyland para matar a York a cambio de la libertad de Carl Lucas y su equipo. En la última escena, Carl le dice a Weyland que Niles York no murió, sino que ha quedado seriamente desfigurado por las quemaduras, Lists confirma que es 'Frank' (obviamente fingiendo para dejar escapar a Luke, Katrina, Goldberg y su novia) y todos dan por sentado que el accidente lo hizo enloquecer ya que insiste en que es el difunto Niles York. 
Luke explica a Weyland que aunque se les pagó para asesinar a York, prefirieron llevar a cabo este plan ya que sería más satisfactorio para todos hacer que Niles esté condenado a ser el nuevo 'Frankenstein' a lo que Weyland se muestra de acuerdo mientras las escenas finales muestran como York es ataviado como 'Frankenstein y obligado a correr'.

## Reparto
| Actor/Actriz        | Personaje                        |
| ------------------- | -------------------------------- |
| Luke Goss           | Carl "Luke" Lucas / Frankenstein |
| Tanit Phoenix       | Katrina Banks                    |
| Danny Trejo         | Goldberg                         |
| Ving Rhames         | Weyland                          |
| Fred Koehler        | Lists                            |
| Dougray Scott       | Niles York                       |
| Robin Shou          | 14K                              |
| Bart Fouche         | Razor                            |
| Eugene Khumbaniwa   | Nero                             |
| Jeremy Crutchley    | Psycho                           |
| Michelle Van Schaik | Olga Braun                       |
| Hlubi Mboya         | Satana                           |